# Today the Sun's on Us
«Today The Sun's On Us» (en español: «Hoy El Sol Se Encuentra Sobre Nosotros») es el tercer sencillo de la cantante inglesa Sophie Ellis-Bextor, perteneciente a su tercer disco "Trip The Light Fantastic".

## El sencillo
El sencillo es publicado en agosto del 2007, después de haber publicado el disco. El sencillo fue compuesto por ella misma, y será otro éxito para la cantante. El sencillo saldrá en todo el mundo, como hicieron sus antecesores canciones.
Las reacciones de sus fanes han sido muy diversas; unas han aclamado que este sencillo muestra todos los valores de Sophie, y otros consideran que el tercer sencillo debería ser "If You Go", tema favorito desde que se publicó ilegalmente en la red.
El sencillo ha llegado hasta el #64 en el Reino Unido, siendo la posición más baja que ha tenido Sophie en toda su carrera musical en solitario.

## El videoClip
"Today The Sun's On Us" fue rodado en Islandia en junio del 2007 por Sophie Muller. El video fue inspirado en la historia de Bonnie and Clyde, y Sophie aparece en el video tratando de mantener a su compañero interesado en ella.
El video tuvo su premier el 6 de julio del 2007 en el Reino Unido, a través del programa musical de Channel 4 "B4"; y el 7 de julio de 2007 en el resto del mundo a través de las cadenas musicales MTV y VH1, entre otras.
- Datos: Q1135950